# 織田荘 (越前国)
織田荘（おたのしょう）は、越前国丹生郡（現在の福井県越前町）にあった荘園。
1218年（建保6年）、高階宗泰が京都の歓喜寿院に寄進したことによって成立する。1228年（安貞2年）には延暦寺に属する南叡山妙法院門跡が支配するようになった。戦国時代に入ると朝倉氏によって押領され、その支配を受けることになる。荘内には劔神社があり、朝倉氏とともに斯波氏の重臣であった織田氏はここの神官の子孫であったとする説がある。このため、織田信長の重臣柴田勝家が越前国を支配すると、織田荘の一部が劔神社に寄進された。